# Zecco
Ne doit pas être confondu avec Zecco-Yarcé.
Pour le département et la commune rurale, voir Zecco (département).
Zecco est un village du département et la commune rurale de Zecco, dont il est le chef-lieu, situé dans la province du Nahouri et la région du Centre-Sud au Burkina Faso.

## Géographie
Zecco est situé à 35 km au Sud-Est de Pô sur la route régionale 15, à proximité de la frontière ghanéenne située 3 km au Sud.

## Santé et éducation
Zecco accueille un centre de santé et de promotion sociale (CSPS) tandis que le centre médical (CMA) le plus proche se trouve à Pô.